# Aroroy
Aroroy é um município de  primeira classe de renda municipal (d) na província Masbate, nas Filipinas. De acordo com o censo de 1 de maio  de  2020 possui uma população de 88 351 pessoas e 18 792 domicílios.